# Tratado de Pozvol

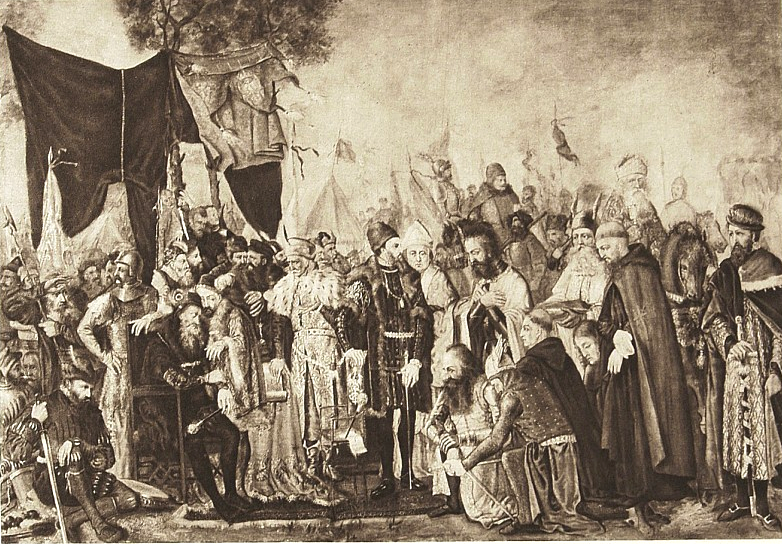
Conclusión del Tratado de Pozvol en 1557. Pintura de Maurycy Gottlieb, 1874.

El Tratado de Paz de Pozvol, Pasvalys o Pozwol fue un tratado de paz y una alianza concluidos los días 5 y 14 de septiembre de 1557 entre la Confederación de Livonia y la unión polaco-lituana. Según este tratado, la primera ponía sus territorios bajo protección polaco-lituana. El tratado estuvo precedido de disputas entre los miembros de la Confederación Livonia y de la presión militar de Segismundo II Augusto, rey de Polonia y gran duque de Lituania, y provocó que el zar ruso Iván IV "el Terrible" iniciase la Guerra de Livonia. 

## Antecedentes
Alberto (Albrecht), Gran Maestre de los Caballeros Teutónicos, había introducido la Reforma protestante y secularizado la parte sur del Estado de la Orden Teutónica, creando el primer estado protestante de Europa en el Ducado de Prusia en 1525 bajo protección polaca. Sus esfuerzos por introducir el protestantismo en los territorios livonios de la orden encontraron resistencia y dividieron a la Confederación de Livonia.
Cuando Guillermo, hermano de Alberto e arzobispo de Riga, intentó implantar un orden eclesiástico luterano en su obispado, nombró al protestante Cristóbal, duque de Mecklemburgo, como obispo coadjutor, los estados católicos se rebelaron y arrestaron tanto a Guillermo como a Cristóbal.

## Tratado
La mediación danesa en este conflicto quedó sin efecto con la intervención de Segismundo II Augusto, rey de Polonia y Gran Duque de Lituania, y, por los términos de Cracovia, protector del hermano de Guillermo, Alberto, que exigió la liberación de Guillermo y Cristóbal, y que la Confederación Livonia aceptara su protección. Cuando declaró la guerra y levantó un ejército para subrayar sus exigencias, que partió hacia Livonia en julio de 1557, los livonios cedieron y firmaron tres tratados respectivos el 14 de septiembre en el campamento del ejército de Segismundo II Augusto cerca de (Pasvalys, Podzwol, Pozwoł).
Los tres tratados se referían a la relación entre los estados de Livonia y Segismundo.  Los dos primeros tratados fueron el resultado de una mediación de enviados del Sacro Imperio Romano Germánico y se redactaron el 5 de septiembre.  Guillermo fue restaurado a su antigua posición como arzobispo, con su libertad y todos los derechos anteriores confirmados.  Livonia restableció su relación con Lituania y ambos reinos concluyeron un pacto de defensa y ataque.  El nuevo gran maestre, Wilhelm von Fürstenberg, firmó la alianza para la orden  y también ratificó los otros dos tratados el 14 de septiembre junto con otros miembros de la orden. 

## Consecuencias
La alianza estaba dirigida contra el Zarato de Rusia, que entonces luchaba por la hegemonía en la zona y consideraba el tratado como un casus belli. El zar Iván IV "el Terrible", que en marzo había puesto fin a la guerra ruso-sueca con el Tratado de Nóvgorod y desde entonces se centró en Livonia, reclamó primero la subordinación de Dorpat (Tartu).
El zar reaccionó  al tratado de Pozwol invadiendo Livonia antes de que la alianza se tradujera en una movilización real de fuerzas, dando comienzo a la Guerra de Livonia (1558-1583). Como resultado, Reval (Tallin) se volvió hacia Suecia en busca de protección, Ösel (Saaremaa) fue ocupada por Dinamarca-Noruega y el gran maestre de la Orden, Gotthard von Kettler, secularizó el territorio que quedaba bajo control ruso, lo subordinó formalmente a Segismundo II Augusto y se estableció como duque de Courlandia.